# Dolní Rychnov
Dolní Rychnov (Duits: Unterreichenau) is een gemeente in de Tsjechische regio Karlsbad. De gemeente ligt op 425 meter hoogte, direct ten zuiden van de districtshoofdstad Sokolov.
Door de gemeente loopt de autoweg R6, die van Praag via Karlsbad, Sokolov en Cheb naar Duitsland loopt.

Březová · Bublava · Bukovany · Chlum Svaté Maří · Chodov · Citice · Dasnice · Dolní Nivy · Dolní Rychnov · Habartov · Horní Slavkov · Jindřichovice · Josefov · Kaceřov · Krajková · Královské Poříčí · Kraslice · Krásno · Kynšperk nad Ohří · Libavské Údolí · Loket · Lomnice · Nová Ves · Nové Sedlo · Oloví · Přebuz · Rotava · Rovná · Staré Sedlo · Stříbrná · Svatava · Šabina · Šindelová · Sokolov · Tatrovice · Těšovice · Vintířov · Vřesová